# Stora Fluken
Stora Fluken är en sjö i Surahammars kommun i Västmanland och ingår i Norrströms huvudavrinningsområde.